# Slide (Goo Goo Dolls)
Slide è una canzone del gruppo alternative rock statunitense Goo Goo Dolls, estratta come secondo singolo dall'album Dizzy Up the Girl nel 1998.
Il brano ha raggiunto la prima posizione delle classifiche Adult Top 40, Alternative Songs e Pop Songs, nonché l'ottavo posto della Billboard Hot 100 tra la fine del 1998 e l'inizio del 1999. Ha inoltre debuttato al primo posto della Billboard Canadian Hot 100, restando in classifica per altre 70 settimane.

## Significato
Prima della sua performance a VH1 Storytellers nel 2002, John Rzeznik ha spiegato che il testo della canzone fa riferimento a una ragazza adolescente che scopre di essere in gravidanza. Lei e il suo fidanzato discutono delle possibilità di aborto o matrimonio.

## Video musicale
Il video musicale della canzone è stato diretto da Nancy Bardawil e girato presso l'hotel El Dorado di Los Angeles.

## Tracce
1. Slide – 3:33
2. Acoustic #3 – 1:57
3. Nothing Can Change You (cover di Tommy Keene) – 3:14

## Classifiche

### Classifiche settimanali
| Classifica (1998/99)          | Posizione massima |
| ----------------------------- | ----------------- |
| Australia                     | 29                |
| Canada                        | 1                 |
| Nuova Zelanda                 | 36                |
| Regno Unito                   | 43                |
| Stati Uniti                   | 8                 |
| Stati Uniti (adult top 40)    | 1                 |
| Stati Uniti (alternative)     | 1                 |
| Stati Uniti (mainstream rock) | 4                 |
| Stati Uniti (pop)             | 1                 |
| Stati Uniti (radio)           | 1                 |

### Classifiche di fine anno
| Classifica (1999) | Posizione |
| ----------------- | --------- |
| Canada            | 18        |
| Stati Uniti       | 13        |